# Alessandra Ramos Makkeda
Alessandra Ramos Makkeda (Brasilia, 8 de octubre de 1981 - 15 de mayo de 2022) fue una defensora de los derechos humanos brasileña, además de una notoria activista LGBT.

## Biografía
Alessandra nació en 1981, en Brasilia, y vivió a lo largo de su vida en Río de Janeiro. Era una mujer trans, socialista y activista LGBT. Comenzó su proceso de transición cuando tenía 21 años. Se licenció en Estudios Culturales en el Instituto Federal de Río de Janeiro (IFRJ). Fue traductora e intérprete certificada en varios idiomas, entre ellos inglés, francés y lengua de señas brasileña (LIBRAS). A lo largo de su carrera, fue asesora parlamentaria del diputado federal Jean Wyllys y de la diputada estatal Dani Monteiro.
Fue también analista de programas del Fondo ELAS, e investigadora colaboradora del Departamento de Derechos Humanos y Salud (Dihs/ENSP). Formó además parte del Comité Asesor de Investigación de TransUERJ.

### Activismo
Desde mediados de la década del 2000 formó parte del Grupo Arco-Íris y de la organización de la Marcha del Orgullo LGBTI+ de Río de Janeiro. Alessandra también fue miembro de Transrevolução, un grupo de Río de Janeiro que luchaba contra la discriminación y promueve debates sobre problemáticas relacionadas a las poblaciones de lesbianas, gays y trans. Ayudó a crear el Instituto Transformar Shelida Ayana, del cual fue directora.
Como una de las coordinadoras del Foro Nacional de Personas Trans Afrobrasileñas, ayudó a organizar el primer Foro Nacional de Personas Trans Negras en Porto Alegre en 2015. Fue socia del Instituto Nacional de Infectología Evandro Chagas y coordinadora del área de educación comunitaria dirigida a la población trans del proyecto ImPrEP Brasil.
También fue coordinadora de Políticas Trans de la Aliança Nacional LGBTI, co-coordinadora del Curso de Transformación y miembro de la Coalición Negra Brasileña por los Derechos. Entre las instituciones internacionales, fue miembro de la Red Afro-LGBTI de América Latina y el Caribe, de la Asociación Internacional del SIDA y del Consejo Asesor de All Out.

### Muerte
Alessandra falleció el 15 de mayo de 2022, tras una enfermedad repentina, cuando estaba con su madre y su padrastro. Fue enterrada en el Cementerio Ricardo de Albuquerque, ubicado en la Zona Norte de Río de Janeiro.

## Homenajes y honores
Su muerte fue ampliamente reportada, familiares, amigos y varios parlamentarios le rindieron homenaje en las redes sociales, entre ellos Dani Monteiro, Tainá de Paula, Renata Souza y Tarcisio Motta.
- 2022 - La Asamblea Legislativa del Estado de Río de Janeiro (Alerj) hizo un balance de las políticas públicas estatales dirigidas a la población LGBTI+[18]
- 2022 - Medalla Tiradentes y diploma post-mortem correspondiente.[25]
- 2022 - 38.ª Sesión Ordinaria del Concejo Municipal de Aracaju nombrada en su homenaje.